# Galaxy Zoo
Galaxy Zoo — інтернет-проєкт з класифікації різних типів галактик. Дозволить класифікувати більш ніж 60 млн галактик, зображення яких були отримані в проєкті Sloan Digital Sky Survey. Входить у групу проєктів цивільної науки.
Galaxy Zoo був створений після успіху Stardust@home. Користувачам поставлено завдання класифікувати зображення далеких астрономічних об'єктів. Спеціальна астрономічна освіта не потрібна, основи класифікації викладено в посібнику користувача на самому сайті. Для галактик визначається їх клас (див. Класифікація Габбла).
У лютому 2009 запущено покращений варіант проєкту — Galaxy Zoo 2, який передбачає детальнішу класифікацію 250 тис. найяскравіших об'єктів, класифікованих у початковому проєкті.
Популярність проєкту привернула інших учених, і на базі Galaxy Zoo в грудні 2009 року започатковано проєкт Zooniverse, який запропонував додаткові завдання для вирішення громадянами-вченими.
На поточний момент тільки в проєкт Galaxy Zoo входять:
- «Галактичний зоопарк Габбла» (англ. Galaxy Zoo Hubble) класифікує сотні тисяч галактик за знімками, зробленими космічним телескопом «Габбл».
- «Галактичний зоопарк: полювання на наднові» (англ. Galaxy Zoo The hunt for supernovae).
- «Галактичний зоопарк: злиття» (англ. Galaxy Zoo Understanding cosmic mergers).

## Важливість добровольців
Комп'ютерні програми були не в змозі надійно класифікувати галактики. За словами члена команди проєкту, Кевіна Шавінскі (Kevin Schawinski), «Людський мозок насправді набагато краще, ніж комп'ютер, справляється з завданням розпізнавання». Без добровольців обробка фотографій тривала б довгі роки, натомість підраховано, що з всього лише 10 000 — 20 000 людьми, які пожертвують час, щоб класифікувати галактики, можна закінчити цей процес за місяць.
Нема потреби в знанні астрономії. На сайті є підручник, що навчить добровольців розпізнавати спіральні, еліптичні та інші галактики, є також можливість потренуватись у розпізнаванні, із вказуванням правильних відповідей. Перш ніж узятися до роботи, добровольці мають пройти тест і досягти певного рівня правильних відповідей.

## Прогрес
2 серпня 2007 Galaxy Zoo випустила свій інфобюлетень, де повідомляла, що понад 80 000 добровольців уже класифікували більш ніж 10 000 000 зображень галактик, таким чином досягши цілі першої фази проєкту. Наступна мета — класифікація кожного із зображень 20 незалежними добровольцями окремо. Така класифікація дозволить побудувати точнішу і надійнішу базу даних.

## Відкриття, зроблені в проєкті
- У 2009 році ряд, який користувачі об'єднали за характерними ознаками об'єктів, виділено як новий тип галактик[2].
- Деякі телескопи використовуються, щоб стежити за об'єктами, відкритими в рамках Galaxy Zoo, наприклад у Національній обсерваторії Кітт-Пік.